# Hugues Delage
Pas d'image ? Cliquez ici
Hugues Delage, né le 6 juillet 1961 à Villeneuve-sur-Lot (Lot-et-Garonne), est un pilote de rallye français et préparateur de voiture de compétition (spécialisé BMW) 

## Carrière
Son palmarès est orné de 193 victoires scratch, essentiellement sur Opel Manta, Renault 5 Turbo, Ford Cosworth, BMW M3, et BMW 316i. 
Son principal copilote a été Jean-Luc Maury.
Il est, depuis son arrêt de la compétition, à la tête d'une société de préparation de voitures de compétition située à Villeneuve-sur-Lot.
Il est père de 3 enfants, dont un garçon (Cédric, lui aussi pilote en rallye, Vainqueur de la Coupe de France des Rallyes 2019 en catégorie GT).

## Palmarès

### Titres
- 1990: récompense de l'Oscar du meilleur conducteur (journal Sud Ouest);
  - 1997: vice-Champion de France des Rallyes seconde division;
  - 1996: vice-Champion de France des Rallyes seconde division;
- 1995: Champion de France des Rallyes seconde division;
- 1994: Vainqueur de la Coupe de France des Rallyes;
- 1994: Champion de France des Rallyes seconde division;
- 1993: Champion de France des Rallyes Nationaux;
- 1990: Champion de France des Rallyes Nationaux; 
  - 1985: vice-Champion de France des Rallyes Régionaux;
  - 1984: 4e de la Coupe de France des Rallyes Régionaux.

### Quelques victoires
Il a laissé son nom au palmarès de nombreux rallyes français, dont: 
- Rallye Lyon-Charbonnières: 1994 et 1995;
- Rallye du Limousin: 1986 et 1990;
- Rallye des Vins-Mâcon: 1994, 1996, et 1998;
- Rallye d'Automne: 1988, 1991, et 1994 à 1998 (7 victoires - record); à noter qu’en 1998 il gagne devant Sébastien LOEB.
- Rallye du Quercy: 1987, 1990 et 1992;
- Rallye Jeanne d'Arc: 1994 (dernière édition de l'épreuve);
- Rallye des Monts Dôme: 1996.